# Metropolitan West Side Elevated
La Metropolitan West Side Elevated Railroad est une ancienne compagnie de métro de la ville de Chicago. 
Surnommée ("Met" ou "Polly"), c'est la troisième société créée sur le système du métro de Chicago, elle fut fondée en 1892 et était importante pour deux raisons : premièrement sa position était stratégique puisqu’elle desservait les quartiers très peuplés du West Side et ensuite parce qu'elle fut la pionnière en matière de système de traction électrique puisqu’aucune rame à vapeur n’y a jamais roulé. 
Sa ligne principale avait son terminal sur Franklin Street au croisement avec Milwaukee Avenue duquel elle roulait vers l’ouest et se scindait en trois branches à hauteur de  Marshfield Avenue: La Garfield Park Branch directement à l'ouest qui  allait jusque Western avenue au départ avant d’être rapidement prolongée jusque Kenton Avenue, la Douglas Park Branch jusque Cicero au sud-ouest et la  Logan Square Branch au nord-ouest à partir de Robey Street (station Damen). 
Une quatrième ligne, indépendante des trois autres mais ouverte en 1895 également, la Humboldt Park Branch fut créée au départ de la station Robey Street vers le sud jusque Lawndale Avenue. 
Certains de ces parcours sont encore utilisés aujourd'hui par la ligne rose et la ligne bleue du métro de Chicago.

## Chronologie
Le 9 mars 1892 – La Metropolitan West Side Elevated Railroad Company (la « Met ») est constituée. Ses fondateurs furent aussi impliqués dans la création de la South Side Rapid Transit Company. 
le 7 avril 1892 – La Met reçoit une franchise de cinquante ans pour l'exploitation de quatre lignes de voie de métro entre Downtown Chicago et le West Side. 
En août 1893 – Les travaux débutent sur la Garfield Park Branch à partir du croisement de Paulina Street et de Sacramento Boulevard et de Kedzie Street avec Douglas Boulevard. 
Le 14 octobre 1894 – Les travaux sur la branche nord-ouest sont terminés jusque Robey Street. 
En avril 1895 – L'électricité est activée sur le troisième rail pour les tests et la formation des employés. 
Le 17 avril 1895 – Un voyage expérimental d'une rame de quatre wagons est organisé de Canal Street et Robey Street. 
Le 6 mai 1895 – Le service commercial est inauguré  entre Canal Street et Robey Street. 
Le 17 mai 1895 – Le service est étendu à proximité du centre de Chicago à hauteur de Franklin Street grâce à l'achèvement du premier pont au-dessus de la rivière Chicago. 
Le 25 mai 1895 – La branche nord-ouest est complétée jusque Logan Square. 
Le 19 juin 1895 – La Garfield Park Branch est prolongée jusque Cicero Avenue.
Le 29 juillet 1895 – La Humboldt Park Branch est terminée de Robey Street à Lawndale Avenue. 
Le 28 avril 1896 – La Douglas Park Branch s'ouvre entre Marshfield Avenue et 18th Street. 
Le 7 août 1896 – La Douglas Park Branch est étendue à Western Avenue. 
Le 20 janvier 1897 – La Met est placée sous séquestre à la demande de la société West Side Construction en raison d'un arriéré de paiement de 37.500 $. 
Le 11 octobre 1897 – Les rames de la Metropolitan West Side Elevated utilisent pour la première fois le Loop, le terminal de Franklin Street est fermé. 
En janvier 1899 – La Metropolitan West Side Elevated Railway Company est constituée, Dirkinson McAllister en est élu comme président. 
Le 3 février 1899 – La Metropolitan West Side Elevated Railway Company reprend tous les actifs de la Metropolitan West Side Elevated Railroad Company. 
Le 29 juin 1900 – La ville de Chicago approuve les extensions de la ligne de Garfield Park Branch  jusqu'à 52nd Avenue et de la Douglas Park Branch jusqu'à 40th Avenue.
Le 5 octobre 1900 – En raison de la forte fréquentation sur le Loop, la Met crée un aiguillage de demi-tour sur Canal Street permettant la circulation de vingt rames supplémentaires durant les heures de pointe afin de répondre aux demandes des travailleurs des usines du West Side de Chicago. 
Mi-juin 1901 – Les travaux de prolongement de la Douglas Park Branch jusqu'à 40th Avenue débutent. 
Le 2 septembre 1901 – Un incendie ravage la station Logan Square. Un nouveau bâtiment et une imposante devanture commerciale seront construites sur le lieu du sinistre et resteront en usage jusqu'en 1970 année d'ouverture de la nouvelle station souterraine. 
Le 10 mars 1902 – La Douglas Park Branch est étendue à Lawndale Avenue et permet l’inauguration des stations California, Kedzie, Homan et Clifton Park (Drake). 

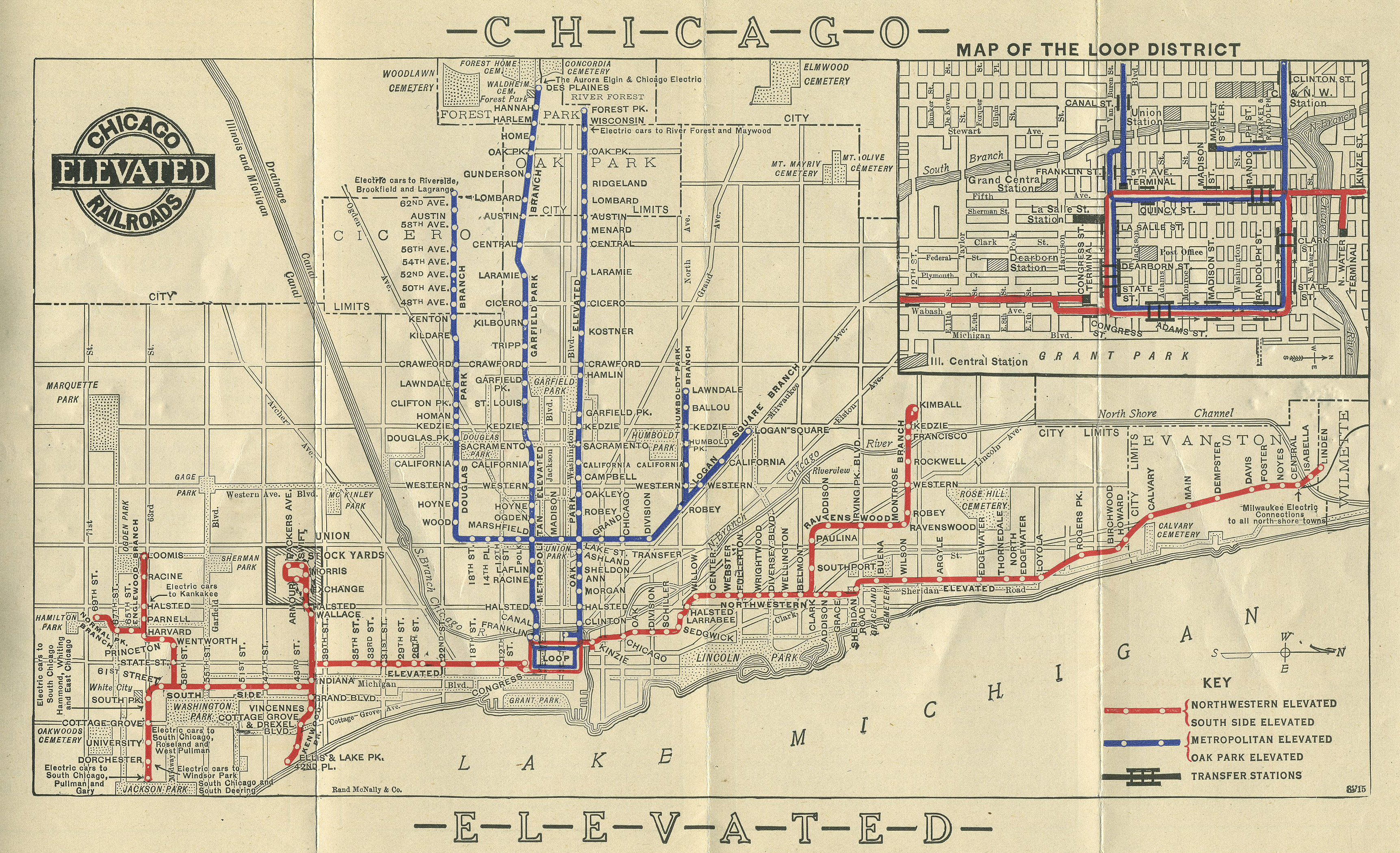
Carte du réseau avec la Metropolitan West Side Elevated représentée en bleu.

Le 16 juin 1902 - La Douglas Park Branch roule jusque 40th Avenue et la station intermédiaire de Marschal est ouverte. 
En juillet 1902 – La ville de Chicago donne son autorisation pour la construction d'un terminal au centre-ville sur Wells Street entre Jackson Street et Van Buren Street. 
Le 25 août 1902 – La Garfield Park Branch est prolongée à l'ouest jusque 52nd Avenue (Laramie Avenue). Le même jour, le service interurbain est inauguré par la Elgin Aurora & Chicago Railway entre la 52nd Avenue et Aurora. Les passagers qui veulent aller à Aurora depuis le Loop sont tenus de payer un second titre de transport lors de leur transfert. 
Le 11 novembre 1902 – La station Humboldt Park s'ouvre sur la Humboldt Park Branch. Les résidents du boulevard avaient exigé une nouvelle station car ils estimaient que les stations voisines - deux blocs dans chaque direction - étaient trop loin. 
En juin 1904 – La Met commence à transformer son matériel roulant à la commande en unité multiple de type MU Spargue. En juillet, la première rame de ce type entre en service. 
Le 3 octobre 1904 – Le nouveau terminal du centre-ville à Wells Street est mis en service en heure de pointe, soulageant la congestion sur le Loop. Le demi-tour de Franklin Street n'est plus utilisé en service commercial mais sert d'espace de stockage des rames. 
Le 23 février 1905 - La ville de Chicago modifie la franchise de la Met afin de lui permettre d’exploiter les rails de la Elgin Aurora & Chicago Railway  tandis qu'en contrepartie cette dernière est autorisée à exploiter ses trains jusqu'au terminal de Wells Street. 
Le 11 mars 1905 – La Aurora Elgin & Chicago commence à utiliser la ligne de la Met vers le centre-ville. Le même jour la Met prolonge sa Garfield Park Branch jusque Desplaines Avenue à Forest Park. 
Le 22 mai 1907 – La Douglas Park Branch est prolongée jusque 46th Avenue (Kenton), à la périphérie de la ville de Chicago. La station est à quelques mètres de l'usine Hawthorne de la Western Electric Company, un des plus gros employeurs de la région de Chicago de l’époque. 
Le 16 décembre 1907 – La Douglas Park Branch est étendue à 48th Avenue à Cicero. 
Le 20 août 1910 – la Douglas Park Branch est étendue à 52nd Avenue. 
En juin 1911 – Une première réunion de consolidation du système de transport en commun rapide de Chicago a lieu. Les quatre compagnies, la Northwestern Elevated, la South Side Elevated Railroad, le Metropolitan West Side Elevated Railroad et la Lake Street Elevated se réunissent sous une association « volontaire » sous le nom Chicago Elevated Railway.
En août 1911 - Les structures organisationnelles de la Chicago Elevated Railway sont établies et Samuel Insull en est élu comme décisionnaire du conseil d'administration, alors que le président de la Metropolitan West Side Elevated Railroad, Britton I. Budd en est nommé président exécutif. 
Le 1er août 1912 – Le service de la Douglas Park Branch est étendu à 56th Avenue.
Le 3 novembre 1913 – Sous l'impulsion du Chicago Elevated Railway, un service dit Crosstown est initié entre les différentes compagnies. Le service de Lake Street est maintenu jusqu'au Loop dans le sens contraire aux aiguilles d'une montre et une nouvelle station de transfert (Lake Street Transfer) est ouverte afin d'offrir une correspondance aux lignes de la Metropolitan West Side Elevated. 
Le 1er août 1915 – Le service de la Douglas Park Branch est étendu une nouvelle fois  jusqu'à Lombard Avenue.
Le 9 janvier 1924 – Les quatre compagnies ; la Northwestern Elevated, la South Side Elevated, la Metropolitan West Side Elevated et la Lake Street Elevated fusionnent sous l'égide de Samuel Insull et le nom de Chicago Rapid Transit.